# Тонка Беј (Минесота)
Тонка Беј (енгл. Tonka Bay) град је у америчкој савезној држави Минесота.

## Демографија
По попису из 2010. године број становника је 1.475, што је 72 (-4,7%) становника мање него 2000. године.
| Група             | 2000.         | 2010.         |
| Белци             | 1.514 (97,9%) | 1.428 (96,8%) |
| Афроамериканци    | 2 (0,1%)      | 12 (0,8%)     |
| Азијати           | 6 (0,4%)      | 10 (0,7%)     |
| Хиспаноамериканци | 22 (1,4%)     | 14 (0,9%)     |
| Укупно            | 1.547         | 1.475         |